# Abel Bürja
Abel Bürja (Berlino, 30 agosto 1752 – Berlino, 16 febbraio 1816) è stato un matematico tedesco.
Insegnò matematica all'Accademia militare di Berlino e fu membro dell'Accademia delle scienze.
Contribuì alla modernizzazione dell'aritmetica: in particolare è ricordato per aver scoperto un metodo per calcolare il logaritmo di un numero in una qualsiasi base mediante uno sviluppo in frazione continua.